# Mistrovství světa v biatlonu 2021
Mistrovství světa v biatlonu 2021 probíhalo od 12. – 23. února 2021 ve slovinské Pokljuce. Původně se mělo konat v ruské Ťumeni, ta však o pořadatelství kvůli hromadným dopingovým nálezům ruských biatlonistů přišla.
Je to podruhé, kdy slovinské biatlonové středisko pořádalo kompletní mistrovství světa – poprvé se zde závodilo v roce 2001. Závody zařazené do mistrovství světa se zde sice konaly už v roce 1998, ale šlo jen o stíhací závody mužů a žen, které tehdy nebyly součástí olympijských her v Naganu.
Ruští sportovci zde kvůli nedořešeným dopingovým problémům nestartovali jako zástupci Ruska, ale pod hlavičkou Ruské biatlonové unie (RBU). 

## Česká účast
Český tým nominoval na mistrovství celkem deset reprezentantek a reprezentantů, z nichž tři byli nováčci.
U žen byla podle reprezentačního trenéra Ondřeje Rybáře nominace jednoduchá. Nominována byla čtveřice žen, která odjela většinu závodů tohoto ročníku světového poháru:  Markéta Davidová, Eva Puskarčíková, Lucie Charvátová a Jessica Jislová. K nim byla přidána jako necestující náhradnice (na mistrovství světa smějí za jeden stát startovat pouze čtyři reprezentanti) juniorka Tereza Voborníková, která se nejlépe umisťovala v nižší soutěži – IBU Cupu. 
Mezi muži měli jistou účast Michal Krčmář a Ondřej Moravec. K nim přidali trenéři Jakuba Štvrteckého a dva nováčky – Milana Žemličku a juniora Mikuláše Karlíka.

## Organizace
Mistrovství probíhalo na Biatlonovém stadionu v Pokljuce, která leží v Julských Alpách na západě Slovinska. 
Stadion se nachází v nadmořské výšce 1345 m a má kapacitu 7 000 diváků. Závody se však z důvodů koronavirové pandemie konaly bez jejich účasti. Podél příjezdu do cíle však pořadatelé umístili tzv. video banery vytvořené z LCD panelů, na kterých se promítaly záběry z webkamer diváků, jak doma v televizi sledují závody.
Vůbec poprvé byly představeny tzv. zlaté dresy, ve kterých budou v jednotlivých soutěžit závodit obhájci titulů z posledního mistrovství. Doplnily tak dresy žluté pro vedoucího světového poháru, červené pro vedoucí disciplíny a modré pro nejlepší závodníky do 25 let.

## Výběr pořadatelské země
O pořadatelství Mistrovství světa v biatlonu rozhodlo hlasování delegátů 12. kongresu Mezinárodní biatlonové unie 4. září 2016 v moldavském Kišiněvu. Ťumeň získala 25 hlasů, slovinská Pokljuka 13 hlasů a Nové Město na Moravě 11 hlasů. Italská Antholz-Anterselva stáhla svou nabídku, neboť pořádá mistrovství světa v roce 2020.

### Odebrání šampionátu Ťumeni
Dne 8. února 2017 rozhodla v rakouském Fieberbrunnu, nedaleko od Hochfilzenu, desetičlenná exekutiva IBU o odebrání šampionátu ruské Ťumeni. Rozhodnutí následně potvrdila i na mimořádném kongresu Mezinárodní biatlonová unie (IBU). Hlavním důvodem byly plošné případy dopingu v ruském sportu, včetně biatlonu, a velký nátlak samotných biatlonistů, aby se mistrovství světa na ruském území nekonalo. Ruská biatlonová unie se šampionátu vzdát nechtěla a prohlašovala, že podá žalobu nejen k Mezinárodní sportovní arbitráži (CAS). Nové vedení ruského biatlonu však tuto žalobu nepodalo.

## Program
Výsledky závodů se započítávají do celkového pořadí Světového poháru 2020/2021. 
Na programu mistrovství bylo 12 disciplín stejně jako na minulém mistrovství světa. Muži i ženy absolvovali sprinty, stíhací závody, vytrvalostní závody, štafety a závody s hromadným startem. Společně také jely závody smíšených štafet a smíšených dvojic.
| Den | Datum     | Disciplína                       | Začátek (SEČ) | Počet závodníků |
| --- | --------- | -------------------------------- | ------------- | --------------- |
| St  | 10. února | Smíšená štafeta                  | 15.00         | 27 týmů         |
| Pá  | 12. února | Sprint (muži)                    | 14.30         | 104             |
| So  | 13. února | Sprint (ženy)                    | 14.30         | 99              |
| Ne  | 14. února | Stíhací závod (muži)             | 13.15         | 60              |
| Ne  | 14. února | Stíhací závod (ženy)             | 15.30         | 60              |
| Út  | 16. února | Vytrvalostní závod (ženy)        | 12.05         | 97              |
| St  | 17. února | Vytrvalostní závod (muži)        | 14.30         | 101             |
| Čt  | 18. února | Smíšený závod dvojic             | 15.15         | 28 dvojic       |
| So  | 20. února | Štafeta (ženy)                   | 11.45         | 23 týmů         |
| So  | 20. února | Štafeta (muži)                   | 15.00         | 27 týmů         |
| Ne  | 21. února | Závod s hromadným startem (ženy) | 12.30         | 30              |
| Ne  | 21. února | Závod s hromadným startem (muži) | 15.15         | 30              |

## Průběh závodů

### Smíšená štafeta
Poprvé na mistrovství světa zahajovali závod muži místo žen, a délka jednoho okruhu tak pro všechny měřila 7,5 km. V závodě se dostali brzy do čela obhájci titulu Norové, kteří vedli nebo udržovali minimální ztrátu na vedoucí štafety. Ondřej Moravec udělal při každé střelbě jednu chybu, ale náhradní náboje dobíjel pomalu a vinou pomalejšího běhu předával na 18. místě. 
Na druhém úseku jel za Nory Johannes Thingnes Bø, který náskok navyšoval díky nejrychlejšímu běhu a jen dvěma chybám na střelnici, když jeho nejbližší soupeři Bělorusko a Francie jich udělali více. Nor pak předával s více než půlminutovým náskokem na druhé místo. Michal Krčmář, který absolvoval teprve třetí závod po prodělaném onemocnění covid-19, jel zpočátku rychle a vleže střílel čistě. Vstoje však musel třikrát dobíjet a v běhu zpomalil, takže polepšil české štafetě jen o dvě místa. Tiril Eckhoffová norský náskok udržovala. Francouzka Anaïs Chevalierová-Bouchetová, která byla její nejbližší pronásledovatelkou, nezvládla střelbu vstoje, když musela na dvě trestná kola, a dostala se před ní ukrajinská, rakouská a švédská štafeta. Markéta Davidová udělala na střelnici jednu chybu a jela rychle (celkově svůj úsek zajela s pátým nejlepším časem) a polepšila českému týmu na 9. místo. 
Na posledním úseku jela stále v čele Marte Olsbuová Røiselandová. Vstoje sice musela třikrát dobíjet, ale udržovala si bezpečný odstup a s norskou štafetou tak zvítězila. V boji o druhé místo si zpočátku vedle lépe Ukrajinka Olena Pidhrušná, ale Rakušanka Lisa Hauserová střílela lépe, dostala se po položce vleže před ní a obsadila druhé místo. Před Pidhrušnou se pak dostala ještě Švédka Hanna Öbergová. Ukrajinka ji sice v posledním kole dojela, ale předjet ji ani v cílové rovině nedokázala. Lucie Charvátová, která ve smíšené štafetě debutovala, běžela rychle a vleže střílela čistě, díky čemuž udržovala devátou pozici české štafety a přibližovala se osmému místu. Vstoje však pětkrát nezasáhla terč, jela dvě trestná kola a klesla na 11. místo.

### Sprinty
Před závodem mužů byli favorizovali především norští závodníci, kteří vyhráli všechny sprinty v aktuálním ročníku světového poháru. Za teplot −11 °C jel mezi prvními Švéd Martin Ponsiluoma. K tradičně rychlému běhu přidal čistou střelbu a do cíle dojel první. Favorizovaný Nor Johannes Thingnes Bø běžel nejrychleji ze všech, ale vleže nezasáhl dva terče a přijel až 22 vteřin za Švédem. Brzy jej předstihl Francouz Émilien Jacquelin, který nakonec skončil s jednou střeleckou chybou třetí, a o desetinu vteřiny další Nor Johannes Dale. Čistě střílel i Francouz Simon Desthieux, který v posledním kole zrychlil, předjel i svého krajana Jacquelina a získal stříbrnou medaili.
Z českých reprezentantů dojel nejlépe Michal Krčmář na 11. místě. V běhu se oproti smíšené štafetě zlepšil a střílel čistě, i když při střelbě vstoje musel jednu ránu odložit. Ondřej Moravec běžel pomalu, a i když dokázal střílet rychle a jen s jednou chybou, dokončil závod na 55. pozici. Další čeští reprezentanti Jakub Štvrtecký a Mikuláš Karlík udělali tři, resp. pět chyb na střelnici, dojeli na 68., resp. 84. místě a neprobojovali se do nedělního stíhacího závodu.
Během závodu žen se na střelnici často měnil vítr a velká většina závodnic chybovala a při poryvech větru  často některé rány odkládaly. Zpočátku vedla  Němka Denise Herrmannová, která udělala jednu chybu při střelbě vstoje. Brzy ji však předstihla Norka Tiril Eckhoffová, která jako první zastřílela obě položky čistě a do posledního kola odjížděla s náskokem v čele. Pak stejně střílela i Běloruska Hanna Solová a odjížděla čtyři desetiny vteřina před Norkou. V posledním kole však zpomalila a ztratila čtvrt minuty oproti Norce. Dojela sice do cíle druhá, ale pak ji o dvě vteřiny předstihla Francouzka Anaïs Chevalierová-Bouchetová, která sice udělala jednu chybu, ale běžela nejrychleji ze všech. 
Z českých reprezentantek se žádná neumístila na bodovaném místě, což se naposledy stalo v roce 2008. Markéta Davidová nezasáhla vleže i vstoje po dvou terčích, a i když tradičně dobře běžela, dojela za na 44. pozici. Eva Puskarčíková, Jessica Jislová a Lucie Charvátová udělaly tři až šest střeleckých chyb a dojely na 68. až 71. místě.

### Stíhací závody
V závodě mužů si vítěz sprintu, Švéd Martin Ponsiluoma udržoval náskok první kolo, pak udělal dvě chyby při první střelbě a po dalších čtyřech dojel na 13. místě. Do čela se v druhém kole dostal Francouz Émilien Jacquelin, kterého rychle dojel Nor Johannes Thingnes Bø. Ten však udělal na střelnici další chybu, zatímco Jacquelin byl bezchybný a vypracoval si tím náskok, který si i díky čisté střelbě udržel až do cíle a obhájil tím titul mistra světa z předcházejícího roku. Na druhé místo se po druhé střelbě dostal další Francouz Simon Desthieux, který však chyboval při poslední střelecké položce, a do posledního kola tak jako druhý vyjížděl čistě střílející Švéd Sebastian Samuelsson. Brzy jej dojel a předjel Johannes Bø, Samuelsson se však Nora dokázal udržet, po posledním mezičase jej předjel a s malým náskokem si dojel pro stříbrnou medaili.
Michal Krčmář nezasáhl při první střelbě dva terče, a i když většinu závodu běžel rychle, s dalšími třemi střeleckými omyly to stačilo jen na 22. pozici v cíli. Ondřej Moravec se čtyřmi chybami na střelnici dojel na 46. místě.
Vítězka sprintu Tiril Eckhoffová nezasáhla při první střelbě jeden terč a dostala se před ní Francouzka Anaïs Chevalierová-Bouchetová. Ta zase chybovala na druhé položce. Když při třetí střelbě střílela jednu  špatně Eckhoffová, odjížděly obě do předposledního kola současně.  Norka jela rychleji, takže na poslední střelbu přijela s náskokem sedmi vteřin. Zastřílela bezchybně a s náskokem zvítězila. Všechny její soupeřky chybovaly, a tak se za Chevalierovou dostala čistě střílející Rakušanka Lisa Hauserová, která brzy Francouzku předjela a získala stříbrnou medaili. Francouzku pak ještě dojížděla obhájkyně titulu Italka Dorothea Wiererová, která však v posledních úsecích zpomalovala a nepředjela ji.
Jediná česká reprezentantka Markéta Davidová měla sice druhý nejlepší běžecký čas, díky němuž na trati předjížděla mnoho závodnic, ale vinou celkem čtyř nezasažených terčů po střelbách v pořadí klesala a dojela na 32. místě.

### Vytrvalostní závody
Po předcházejících závodech probíral s českými reprezentantkami jejich dosavadní výkony i šéftrenér Ondřej Rybář a jejich výsledky se v tomto závodě zlepšily.
Po první čisté střelbě vedla průběžně Lucie Charvátová, ale pak nezasáhla celkem pět terčů a přes rychlý běh dokončila závod na 48. místě. Z favoritek dojela do cíle jako první Italka Dorothea Wiererová se dvěma chybami, ale pak se před ní dostaly další závodnice, především Švédka Hanna Öbergová, která chybovala jen jednou. Tou dobou ale byla na trati již Markéta Davidová, která po druhé střelbě jela druhá 13 vteřin za Švédkou. Při třetí střelecké položce však Öbergová nezasáhla jeden terč, a tak se Davidová dostala do čela průběžného pořadí o necelé čtyři vteřiny před Rakušankou Lisou Hauserovou. Ta však chybovala při čtvrté střelbě, a tak bezchybná česká reprezentantka vyjížděla do posledního kola s náskokem 28 vteřin před Öbergovou.  „Poslední kulku jsem tlačila myšlenkami,“ říkala po závodě. Svůj náskok udržela až do cíle a získala tak svou první zlatou medaili z mistrovství světa. Bronzovou medaili získala Norka Ingrid Landmark Tandrevoldová, která chybovala jednou při druhé položce, ale pak se zlepšovala.
Pro českou reprezentaci to byl první titul po čtyřech letech, kdy Gabriela Koukalová zvítězila v únoru 2017 v rakouském Hochfilzenu ve sprintu. Davidová měla druhý nejlepší běžecký čas (po Tiril Eckhoffové, která se čtyřmi chybami dojela až na 24. místě) a spolu s Kazachstánkou Galinou Višněvskou byla jediná, která neudělala na střelnici ani jednu chybu. „Určitě není všechno ideální, ale musím Markétě poděkovat. Seběhlo se to v pravou chvíli,“ ocenil její výkon president Českého svazu biatlonu Jiří Hamza. Z dalších českých závodnic se dařila střelba Evě Puskarčíkové, která však vinou pomalejšího běhu dojela na 37. místě. Jessica Jislová běžela ještě pomaleji a se třemi nezasaženými terči dojela nejhůře z českých reprezentantek na 64. místě.
V závodě mužů se často měnilo průběžné pořadí; zpočátku vedli jej Nor Johannes Thingnes Bø a Francouz Quentin Fillon Maillet přesto, že do poloviny závodu udělali jednu střeleckou chybu. Pak se ale dostal do čela další Nor Sturla Holm Laegreid, který sice běžel pomaleji, ale bezchybně střílel. Z první skupiny závodníků byl s jednou střeleckou chybou v cíli první Nor Johannes Dale, který v konečném hodnocení obsadil třetí místo. Maillet a Johannes Bø nezasáhli nakonec celkem dva terče a skončili za ním. Do průběžného vedení se pak po poslední střelbě dostal s více než půlminutovým náskokem Němec Arnd Peiffer, který ani jednou na střelnici nechyboval. I jej však brzy předstihl stejně dobře střílející Laegreid, který s bezpečným náskokem zvítězil a získal tak svůj první titul z mistrovství světa. Mezi posledními závodníky překvapil Rus s afghánskými kořeny Said Karimulla Chalili, který zastřílel bezchybně všechny položky a rychlým během dosáhl na šesté místo.
Z českých biatlonistů se střelecky dařilo Ondřeji Moravcovi, který chyboval jen jednou při první položce. Velmi rychle střílel a dojel na 11. místě. Michal Krčmář nezasáhl celkem tři terče a i přes velmi rychlý běh dojel na 27. pozici, což mu v součtu s ostatními výsledky na mistrovství zajistilo účast v nedělním závodu s hromadným startem. Přes dobré podmínky na střelnici zasáhlo všechny terče jen pět závodníků: jedním z nich byl i Milan Žemlička, který jel svůj první závod na mistrovství světa. Mnoho ran odkládal, takže dosáhl třetího nejhoršího běžeckého času, ale skončil o jednu pozici před Krčmářem. Jakub Štvrtecký s pěti chybami dojel na 79. místě.

### Smíšený závod dvojic
Závod se jel poprvé v obráceném pořadí – nejdříve muži a pak ženy – takže ženy jely delší trať než muži. V čele se od počátku udržovalo Norsko a Itálie: několikrát stříleli Italové lépe, ale Norové, především Johannes Thingnes Bø, vždy menší náskok na trati dojeli. Při páté střelbě však musel  Bø dobíjet tři náboje a klesl na šestou pozici. I tuto ztrátu se v průběhu dalších tří kol jemu a Tiril Eckhoffové podařilo dojet. Na poslední střelbu přijíždělo prakticky současně trio Francie, Itálie a Norsko. Dorothea Wiererová však musela na trestné kolo a v čele tak společně odjížděly Eckhoffová a Julia Simonová z Francie. Zpočátku byla první Norka, ale Simonová v polovině kola nastoupila, Eckhoffová se jí sice udržela, ale Francouzka si postupně vypracovávala malý náskok, se kterým dojela jako první do cíle. Třetí skončilo Švédsko, když Hanna Öbergová dobře zvládla poslední střelbu.
Česká dvojice střílela lépe než většina soupeřů – Mikuláš Karlík udělal pět chyb a Jessica Jislová jen jednu – ale běžela pomalu a dojela na 16. místě.

### Štafety
Na prvním úseku závodu žen vedly díky čistě střílející Lise Vittozziové Italky. Pak ale za Norky nastoupila Tiril Eckhoffová, která navyšovala náskok do druhé předávky až o téměř půl minuty. Za ní se překvapivě držely týmy Běloruska, Ukrajiny a Polska. Po šesté střelbě se dokonce dostala Ukrajina zásluhou Darji Blaškové do čela. Ta ale jela pomaleji, a tak Norsko předávalo s malým náskokem jako první. Marte Olsbuová Røiselandová však při střelbě vleže nezasáhla tři terče a dostala se před ní Ukrajinka Olena Pidhrušná. Norka ji však rychle předjela a asi desetivteřinový náskok si udržovala až do cíle. Po poslední střelbě se na druhé místo posunulo Německou zásluhou Franzisky Preussové. Ukrajinka Blašková však Preussovou do prvního mezičasu předjela a do cílové roviny najížděla před ní. Němka však zde měla více sil a vybojovala tak pro Německo stříbrné medaile s náskokem 0,4 sekundy. České reprezentantky střílely dobře – s šesti nezasaženými terči patřily k nejlepším ve startovním poli – ale celkově ztrácely. Jessica Jislová předvedla nadprůměrný běh, ale pomaleji střílela, Eva Puskarčíková pak téměř jeden a půl minutovou ztrátu v běhu nestihla napravit ani rychlou střelbou. Markéta Davidová zasáhla všechny terče a vylepšila českou pozici ze 13. na 9. místo. Lucie Charvátová tentokrát nemusela na trestné kolo, ale mírně ztrácela a nedokázala už zmenšit výraznou ztrátu na přední místa. Dojela do cíle jako desátá.
Mužský závod probíhal podobně jako ženský: brzy se dostali do čela Norové a tuto pozici až do konce závodu neopustili. Při třetí střelbě udělal sice Tarjei Bø tři chyby, ale jeho nejbližší soupeř Francouz Quentin Fillon Maillet musel na trestné kolo, takže si vedení udržel. Norští trenéři zariskovali, když na poslední úsek nasadili Vetle Sjåstada Christiansena, který na tomto mistrovství ještě nestartoval, ale ten si po střelbě vleže vytvořil téměř minutový náskok a bezpečně dojel pro zlatou medaili. Druhé místo vybojovali Švédové, když Sebastian Samuelsson předjel na začátku posledního kola zpomalujícího Eduarda Latypova z Ruska. Až sedmí dojeli němečtí biatlonisté, když Erik Lesser v posledním kole nemohl dýchat, zpomalil o minutu a po dojezdu do cíle byl velmi vyčerpaný.
Českým biatlonistům se štafeta nevydařila: Mikuláš Karlík, který závodil ve štafetě mezi dospělými vůbec poprvé, musel v prvním kole dvakrát měnit hůl a po čisté střelbě vleže udělal dvě chyby vstoje a klesl na 18. pozici. Přesto v posledním kole výrazně zrychlil a předával na 13. místě. Ondřej Moravec nezasáhl jen jeden terč, ale běžel pomaleji a zůstal třináctý. Jakub Štvrtecký jel po položce vstoje jedno trestné kolo a navíc střílel nejpomaleji ze všech. Předával na 15. místě. Michal Krčmář udělal jen jednu chybu na střelnici a v prvních dvou kolech nadprůměrně běžel. Po poslední střelbě však bylo zřejmé, že téměř minutovou ztrátu na 12. kanadskou štafetu nemůže dostihnout, a proto se v posledním kole šetřil na nedělní závod s hromadným startem. Dovezl českou štafetu do cíle na 13. místě.

### Závody s hromadným startem
V závodě žen jediná česká účastnice Markéta Davidová v prvním kole dvakrát krátce upadla a propadla se až na předposlední místo. První střelbu však zastřílela čistě a odjížděla na desátém místě. Po třetí střelbě zůstaly jediné dvě bezchybně střílející závodnice: Rakušanka Lisa Hauserová a Lotyška Baiba Bendiková. Dojížděla je Norka Tiril Eckhoffová, přestože v předcházejících kolech nezasáhla dva terče. Hauserová zastřílela bezchybně a s náskokem si dojela pro svůj první titul mistryně světa. Babiková udělala dvě chyby a dostala se před ni Italka Lisa Vittozziová a o deset vteřin později i Norky Marte Olsbuová Røiselandová a Ingrid Landmark Tandrevoldová Norky pomalu jedoucí Italku brzy předjely; v polovině trati se pak Tandrevoldová dostala před Røiselandovou a obě jely spolu pro další místa na stupních vítězů. Zezadu je však nečekaně rychle dojela Eckhoffová, která v cílové rovině předjela Røiselandovou a získala tak bronzovou medaili. Davidová udělala při druhé a třetí střelbě po jedné chybě, pomalu se ale propracovávala dopředu. Naposledy zastřílela bezchybně, dostala se na 13. místo, na kterém taky dojela do cíle. Na otázku reportéra, zda jí nejely lyže, odpověděla diplomaticky: „Musím to asi s někým zkonzultovat, protože nevím, jestli jsem byla tak špatná já nebo ty lyže. Ale bylo to umírání už od třetího kola.“
V mužském závodě se v čele držela skupina, která do té doby neudělala na střelnici žádnou chybu. Po třetí střelbou zde zbyli jen tři biatlonisté, kteří s náskokem přes 20 vteřin odjížděli ostatním: Nor Sturla Holm Laegreid, domácí Jakov Fak a Rakušan Simon Eder. Při poslední zastávce na střelnici udělali všichni jednu chybu, ale i jejich nejbližší pronásledovatelé chybovali. Toho využil Francouz Quentin Fillon Maillet, který měl více sil než Fak a Eder, a spolu s Norem Johannesem Dale je před polovinou předjeli. Dlouho jeli spolu, ale na konci posledního většího stoupání Dale zrychlil a dojel si za Laegreidem pro stříbrnou medaili. Michal Krčmář se po druhé střelecké položce posunul na 14. pozici. Jel ale pomaleji, a když při poslední střelbě zasáhl jen dva terče z pěti, klesl na 26. místo, na kterém dojel do cíle. Trenér Ondřej Rybář si po závodě postěžoval na přípravu lyží: „Celý víkend na tom rozměklém sněhu nebyla máza to pravé ořechové a pro závoďáky je těžké, když potom na trati furt něco sjíždějí. Lyže prostě nebyly dobře připravené, máme v tomto směru co zlepšovat.“

## Medailisté

### Muži
| Disciplína                                  | Zlato                                                                                | Výkon                                                     | Stříbro                                                                  | Výkon                                                     | Bronz                                                                                        | Výkon                             |
| Vytrvalostní závod (20 km) (detaily)        | Sturla Holm Laegreid                                                                 | 49:27,6 (0+0+0+0)                                         | Arnd Peiffer                                                             | 49:44,5 (0+0+0+0)                                         | Johannes Dale                                                                                | 50:08,5 (0+1+0+0)                 |
| Sprint (10 km) (detaily)                    | Martin Ponsiluoma                                                                    | 24:41,1 (0+0)                                             | Simon Desthieux                                                          | 24:52,3 (0+0)                                             | Émilien Jacquelin                                                                            | 24:54,0 (1+0)                     |
| Stíhací závod (12,5 km) (detaily)           | Émilien Jacquelin                                                                    | 31:22,1 (0+0+0+0)                                         | Sebastian Samuelsson                                                     | 31:29,4 (0+0+0+0)                                         | Johannes Thingnes Bø                                                                         | 31:30,2 (0+1+1+0)                 |
| Závod s hromadným startem (15 km) (detaily) | Sturla Holm Laegreid                                                                 | 36:27,2 (0+0+0+1)                                         | Johannes Dale                                                            | 36:37,4 (0+1+1+0)                                         | Quentin Fillon Maillet                                                                       | 36:40,0 (1+1+0+0)                 |
| Štafeta (4×7,5 km) (detaily)                | NorskoSturla Holm Laegreid Tarjei Bø Johannes Thingnes Bø Vetle Sjåstad Christiansen | 1:12:27,4 (0+1) (0+1) (0+0) (0+3) (0+1) (0+0) (0+0) (0+2) | ŠvédskoPeppe Femling Jesper Nelin Martin Ponsiluoma Sebastian Samuelsson | 1:13:00,5 (0+3) (0+0) (0+1) (0+0) (0+2) (0+1) (0+0) (0+0) | Ruská biatlonová unieSaid Karimulla Chalili Matvej Jelisejev Alexandr Loginov Eduard Latypov | 1:13:18,3 (0+2) (0+0) (0+0) (0+1) |

### Ženy
| Disciplína                                    | Zlato                                                                                        | Výkon                                                    | Stříbro                                                                         | Výkon                                                     | Bronz                                                                        | Výkon                                                   |
| Vytrvalostní závod (15 km) (detaily)          | Markéta Davidová                                                                             | 42:27,7 (0+0+0+0)                                        | Hanna Öbergová                                                                  | 42:55,6 (0+0+1+0)                                         | Ingrid Landmark Tandrevoldová                                                | 43:28,7 (0+1+0+0)                                       |
| Sprint (7,5 km) (detaily)                     | Tiril Eckhoffová                                                                             | 21:18,7 (0+0)                                            | Anaïs Chevalierová-Bouchetová                                                   | 21:30,7 (0+1)                                             | Hanna Solová                                                                 | 21:33,1 (0+0)                                           |
| Stíhací závod (10 km) (detaily)               | Tiril Eckhoffová                                                                             | 30:38,1 (1+0+1+0)                                        | Lisa Theresa Hauserová                                                          | 30:55,4 (1+0+0+0)                                         | Anaïs Chevalierová-Bouchetová                                                | 31:11,1 (0+1+0+1)                                       |
| Závod s hromadným startem (12,5 km) (detaily) | Lisa Theresa Hauserová                                                                       | 36:05,7 (0+0+0+0)                                        | Ingrid Landmark Tandrevoldová                                                   | 36:27,4 (0+0+1+0)                                         | Tiril Eckhoffová                                                             | 36:28,7 (1+0+1+1)                                       |
| Štafeta (4×6 km) (detaily)                    | NorskoIngrid Landmark Tandrevoldová Tiril Eckhoffová Ida Lienová Marte Olsbuová Røiselandová | 1:10:39,0 (0+0) (0+1) (0+2) (0+1) (0+1) 0+2) (0+3) (0+1) | NěmeckoVanessa Hinzová Janina Hettichová Denise Herrmannová Franziska Preussová | 1:10:50,5 (0+0) (0+0) (0+2) (0+0) (0+3) (0+0) (0+0) (0+0) | UkrajinaAnastasija Merkušinová Julija Džymová Darja Blašková Olena Pidhrušná | 1:10:52,3 (0+1)(0+0) (0+1) (0+2 (0+1) (0+0) (0+0) (0+2) |

### Smíšené štafety
| Disciplína                                      | Zlato                                                                                        | Výkon                                                     | Stříbro                                                               | Výkon                                                   | Bronz                                                                        | Výkon                                                     |
| Smíšená štafeta (4×7,5 km) (detaily)            | NorskoSturla Holm Laegreid Johannes Thingnes Bø Tiril Eckhoffová Marte Olsbuová Røiselandová | 1:20.19,3 (0+0) (0+1) (0+1) (0+1) (0+2) (0+2) (0+1) (0+3) | RakouskoDavid Komatz Simon Eder Dunja Zdoucová Lisa Theresa Hauserová | 1:20.46,3 (0+1) (0+0) (0+0) (0+0) (0+0) (0+1)           | ŠvédskoSebastian Samuelsson Martin Ponsiluoma Linn Perssonová Hanna Öbergová | 1:20.49,9 (0+0) (0+2) (0+1) (0+2) (0+0) (0+1) (0+2) (0+0) |
| Smíšený závod dvojic (2×6 + 2×7,5 km) (detaily) | FrancieAntonin Guigonnat Julia Simonová                                                      | 36:42,4 (0+2) (0+1) (0+0) (0+0) (0+1) (0+1)               | NorskoJohannes Thingnes Bø Tiril Eckhoffová                           | 36:45,2 (0+1) (0+2) (0+1) (0+1) (0+3) (0+1) (0+0) (0+0) | ŠvédskoSebastian Samuelsson Hanna Öbergová                                   | 37:15,4 (0+2) (0+1) (0+0) (0+1) (0+2) (0+1)               |

## Medailové pořadí

### Medailové pořadí zemí
| Pořadí | Země                  | Zlato | Stříbro | Bronz | Celkově |
| ------ | --------------------- | ----- | ------- | ----- | ------- |
| 1.     | Norsko                | 7     | 3       | 4     | 14      |
| 2.     | Francie               | 2     | 2       | 3     | 7       |
| 3.     | Švédsko               | 1     | 3       | 2     | 6       |
| 4.     | Rakousko              | 1     | 2       | 0     | 3       |
| 5.     | Česko                 | 1     | 0       | 0     | 1       |
| 6.     | Německo               | 0     | 2       | 0     | 2       |
| 7.     | Bělorusko             | 0     | 0       | 1     | 1       |
| 7.     | Ruská biatlonová unie | 0     | 0       | 1     | 1       |
| 7.     | Ukrajina              | 0     | 0       | 1     | 1       |
|        | Celkem                | 12    | 12      | 12    | 36      |

### Medailové pořadí závodníků

#### Muži
| Pořadí | Závodník                   | Zlato | Stříbro | Bronz | Celkově |
| ------ | -------------------------- | ----- | ------- | ----- | ------- |
| 1.     | Sturla Holm Laegreid       | 4     | 0       | 0     | 4       |
| 2.     | Johannes Thingnes Bø       | 2     | 1       | 1     | 4       |
| 3.     | Martin Ponsiluoma          | 1     | 1       | 1     | 3       |
| 4.     | Émilien Jacquelin          | 1     | 0       | 1     | 2       |
| 5.     | Antonin Guigonnat          | 1     | 0       | 0     | 1       |
| 5.     | Tarjei Bø                  | 1     | 0       | 0     | 1       |
| 5.     | Vetle Sjåstad Christiansen | 1     | 0       | 0     | 1       |
| 8.     | Sebastian Samuelsson       | 0     | 2       | 2     | 4       |
| 9.     | Johannes Dale              | 0     | 1       | 1     | 2       |
| 10.    | Simon Eder                 | 0     | 1       | 0     | 1       |
| 10.    | David Komatz               | 0     | 1       | 0     | 1       |
| 10.    | Simon Desthieux            | 0     | 1       | 0     | 1       |
| 10.    | Arnd Peiffer               | 0     | 1       | 0     | 1       |
| 10.    | Jesper Nelin               | 0     | 1       | 0     | 1       |
| 10.    | Peppe Femling              | 0     | 1       | 0     | 1       |
| 16.    | Said Karimulla Chalili     | 0     | 0       | 1     | 1       |
| 16.    | Alexandr Loginov           | 0     | 0       | 1     | 1       |
| 16.    | Matvej Jelisejev           | 0     | 0       | 1     | 1       |
| 16.    | Eduard Latypov             | 0     | 0       | 1     | 1       |
| 16.    | Quentin Fillon Maillet     | 0     | 0       | 1     | 1       |

#### Ženy
| Pořadí | Závodník                      | Zlato | Stříbro | Bronz | Celkově |
| ------ | ----------------------------- | ----- | ------- | ----- | ------- |
| 1.     | Tiril Eckhoffová              | 4     | 1       | 1     | 6       |
| 2.     | Marte Olsbuová Røiselandová   | 2     | 0       | 0     | 2       |
| 3.     | Lisa Theresa Hauserová        | 1     | 2       | 0     | 3       |
| 4.     | Ingrid Landmark Tandrevoldová | 1     | 1       | 1     | 3       |
| 5.     | Markéta Davidová              | 1     | 0       | 0     | 1       |
| 5.     | Julia Simonová                | 1     | 0       | 0     | 1       |
| 5.     | Ida Lienová                   | 1     | 0       | 0     | 1       |
| 8.     | Hanna Öbergová                | 0     | 1       | 2     | 3       |
| 9.     | Anaïs Chevalierová-Bouchetová | 0     | 1       | 1     | 2       |
| 10.    | Dunja Zdoucová                | 0     | 1       | 0     | 1       |
| 10.    | Denise Herrmannová            | 0     | 1       | 0     | 1       |
| 10.    | Janina Hettichová             | 0     | 1       | 0     | 1       |
| 10.    | Vanessa Hinzová               | 0     | 1       | 0     | 1       |
| 10.    | Franziska Preussová           | 0     | 1       | 0     | 1       |
| 15.    | Linn Perssonová               | 0     | 0       | 1     | 1       |
| 15.    | Hanna Solová                  | 0     | 0       | 1     | 1       |
| 15.    | Darja Blašková                | 0     | 0       | 1     | 1       |
| 15.    | Olena Pidhrušná               | 0     | 0       | 1     | 1       |
| 15.    | Anastasija Merkušinová        | 0     | 0       | 1     | 1       |
| 15.    | Julija Džymová                | 0     | 0       | 1     | 1       |